# Schloss Lamberg

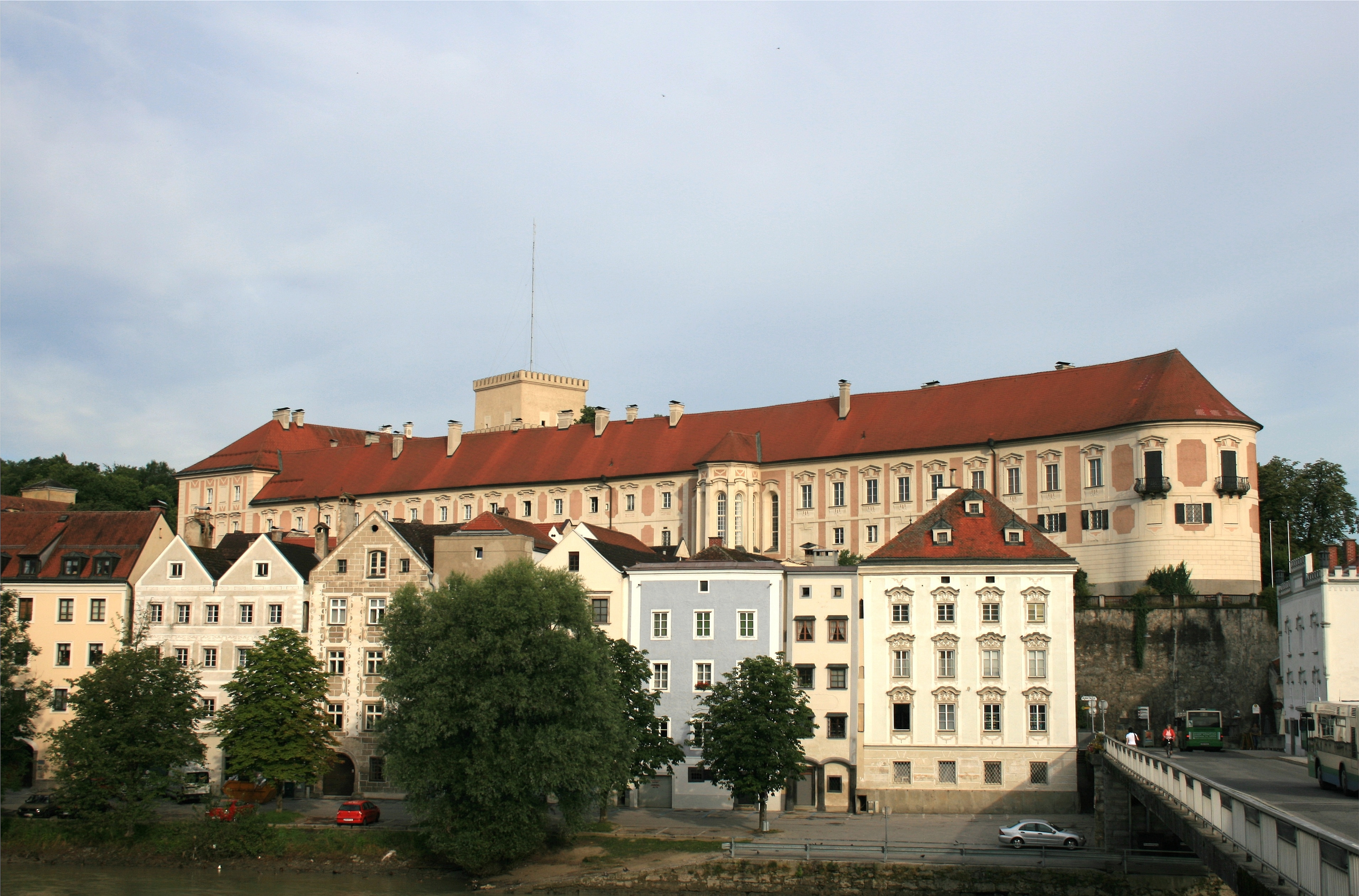
Ansicht vom Stadtteil Ennsdorf aus, im Vordergrund der Ennskai

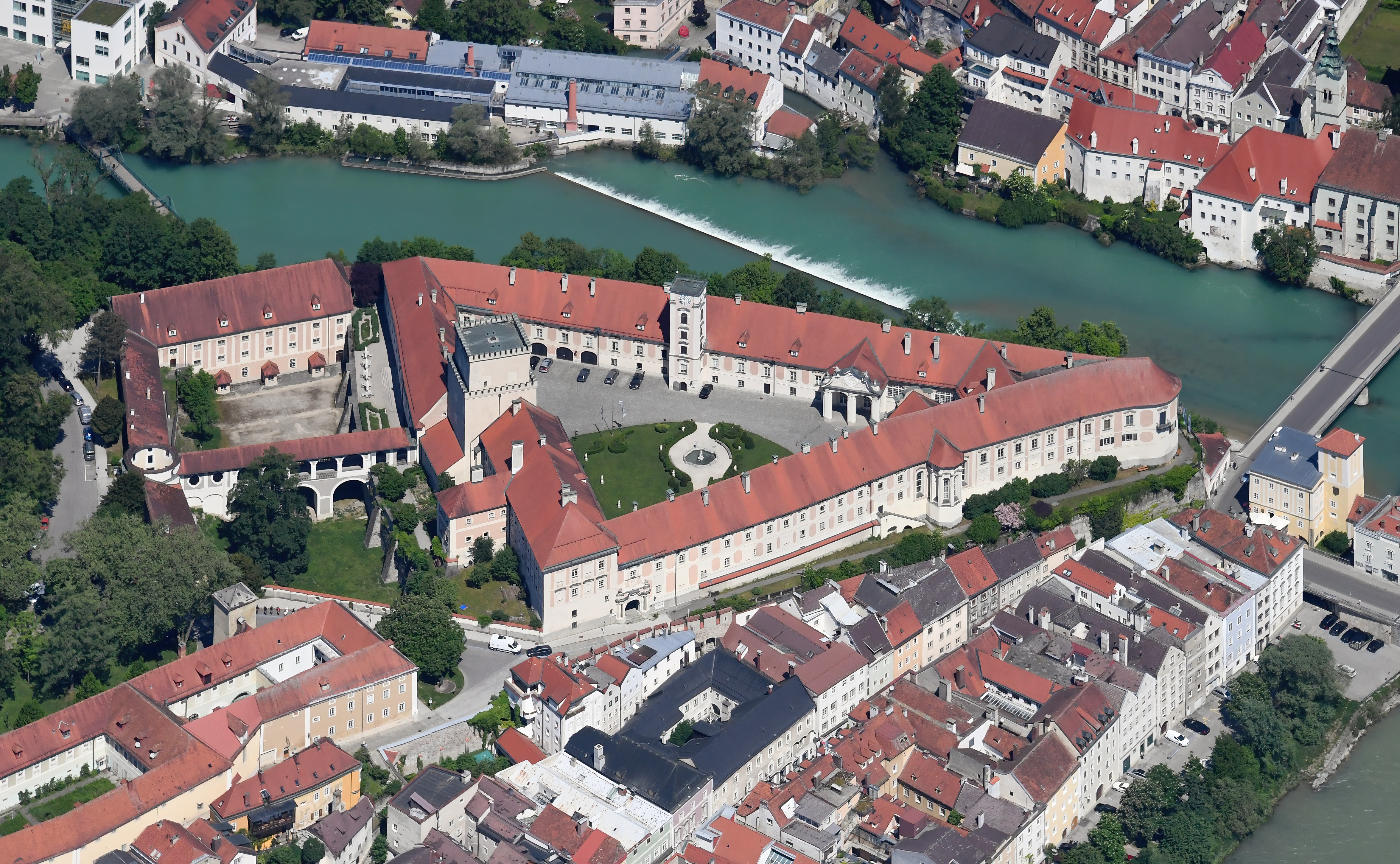
Luftbild von 2022

Schloss Lamberg in Steyr in Oberösterreich liegt auf einer Hochterrasse oberhalb der Mündung der Steyr in die Enns. Es entstand aus der Styraburg, die namensgebend für die Stadt Steyr und das Bundesland Steiermark war. Da das Gebäude von 1666 bis 1938 im Besitz der Grafen Lamberg war, ging deren Name auf das Schloss über.

## Geschichte

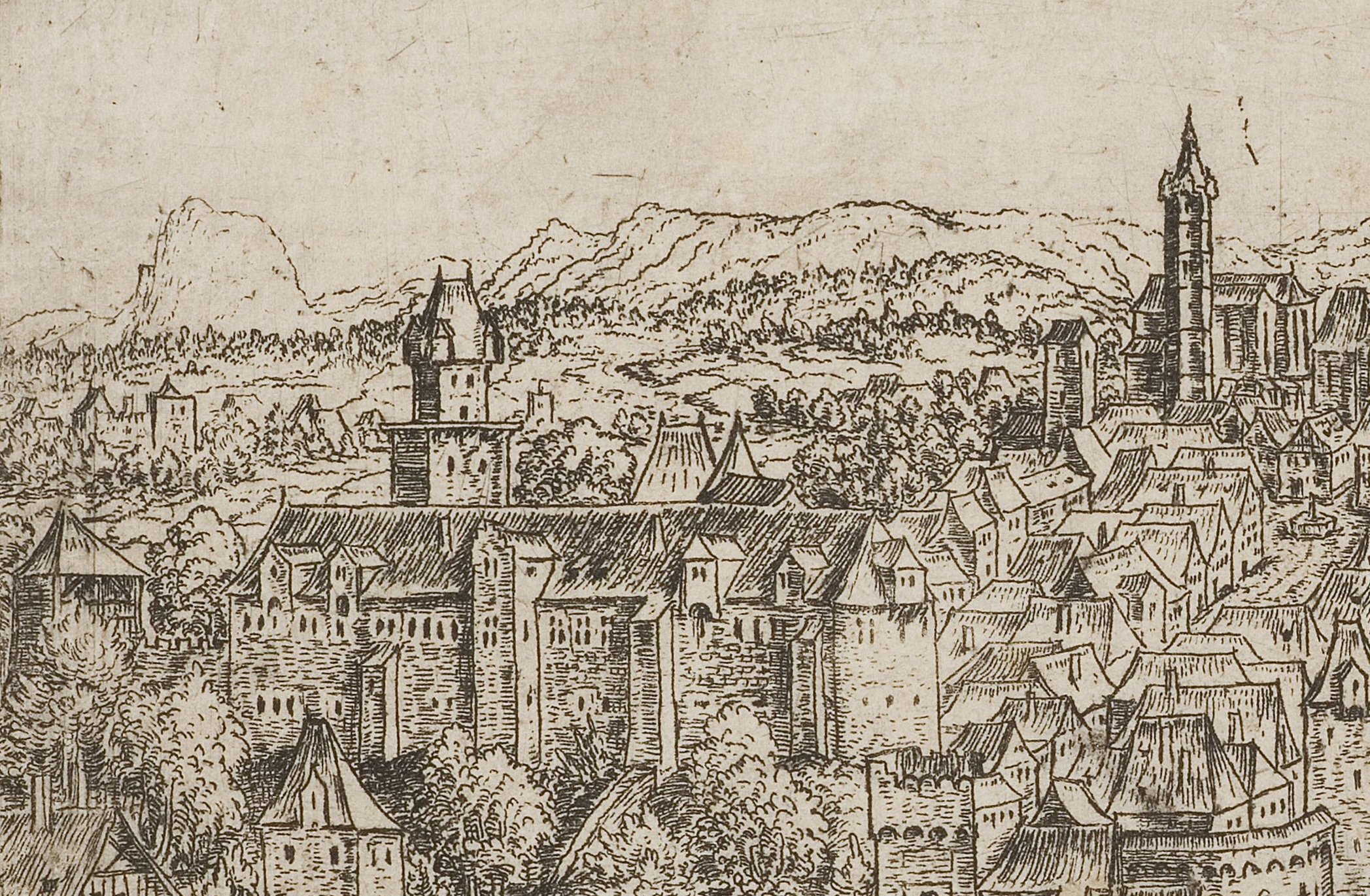
Die Styraburg und rechts oben die Stadtpfarrkirche. Ausschnitt aus einer Stadtansicht von 1554

### Mittelalter
Die Styraburg, Stiraburg, Stirapurch, Styrapurg, Stirapurhc oder auch Styrapurch, wurde zu Beginn des 10. Jahrhunderts errichtet und 985 erstmals urkundlich erwähnt. Sie gehörte den Traungauer Grafen (Otakare). 1078 wird Otakar II. erstmals urkundlich erwähnt. 1079 wird die Styraburg seine Residenz. 1192 gelangte die Burg auf Grund der Georgenberger Handfeste an die Babenberger, später an die Habsburger.
Am Kreuzungspunkt wichtiger Verkehrswege und in strategisch günstiger Lage errichtet, lag sie um 976 an der Nordgrenze der Markgrafschaft Steiermark (ab 1180 Herzogtum Steiermark) zur Mark Österreich. Die Grenze bildete hier der Steyrfluss. Die nördlich des Unterlaufs gelegenen Gebiete (Steyrdorf) gehörten zur Mark Österreich. Auf dem Gebiet der Markgrafschaft lagen neben der Burg auch die spätere Steyrer Altstadt und Ennsdorf, nördlich begrenzt vom Ramingbach. Ihre Grenzlage verlor die Styraburg erst, als ein von Ottokar II. von Böhmen und Bela IV. von Ungarn am 3. April 1254 geschlossener Vertrag die Nordgrenze des Herzogtums Steiermark an die heutige Südgrenze Oberösterreichs verschob.

### 17. und 18. Jahrhundert
1666 gelangte die Burg samt Herrschaft in den Besitz der Grafen Lamberg. 1727 wurde die Anlage bei einem Brand zerstört und von Johann Michael Prunner neu errichtet. Um das Jahr 1750 war die zum Schloss gehörende Herrschaft die größte Grundherrschaft Oberösterreichs.

### 19. Jahrhundert
Das Schloss wurde während der Koalitionskriege 1800, 1805 und 1809 schwer beschädigt. Der Römerturm erhielt seine heutige markante zinnenumgebene Plattform nach dem Stadtbrand von 1824.

### 20. Jahrhundert
Nach den Februarkämpfen 1934 wurden die Stallungen von Schloss Lamberg mangels anderer Unterkünfte kurzzeitig als Gefängnis für rund 800 Gefangene, überwiegend Angehörige des Schutzbundes, genutzt. Am 17. Februar 1934 begannen im Gebäude des Kreisgerichts am Stadtplatz die Prozesse gegen die Aufständischen.
Vollrath Graf Lamberg verkaufte 1938 Schloss Lamberg samt dem umfangreichen Waldbesitz im Enns- und Steyrtal an das Deutsche Reich (Deutsche Reichsforste). 1943 errichteten Zwangsarbeiter aus dem KZ-Nebenlager Steyr-Münichholz einen Luftschutzbunker, in dem seit 2015 eine Dauerausstellung unter dem Titel „Stollen der Erinnerung“ untergebracht ist. Nach dem Zweiten Weltkrieg gelangte das Schloss Lamberg in den Besitz der Republik Österreich. Seit 1961 bewirtschaften die Österreichischen Bundesforste Schloss Lamberg und die dazugehörigen Wälder. Anlässlich des 1000-jährigen Bestehens Steyrs 1980 wurde das Schloss seit 1977 restauriert. 1980 beherbergte es die Landesausstellung über die Hallstattkultur.

### 21. Jahrhundert
Im Schloss sind aktuell die Räumlichkeiten des Polizeikommissariats und des Stadtpolizeikommandos Steyr untergebracht. Es wird außerdem unter anderem für Kulturveranstaltungen genutzt. 2014/2015 wurden der im Innenhof befindliche Brunnen und die Skulpturen restauriert. Bei dieser Gelegenheit fand auch eine Neugestaltung des Schlosshofes statt. Bei der Oberösterreichischen Landesausstellung 2021 ist Schloss Lamberg eines der drei Ausstellungshäuser neben dem Innerberger Stadel und dem Museum der Stadt Steyr.

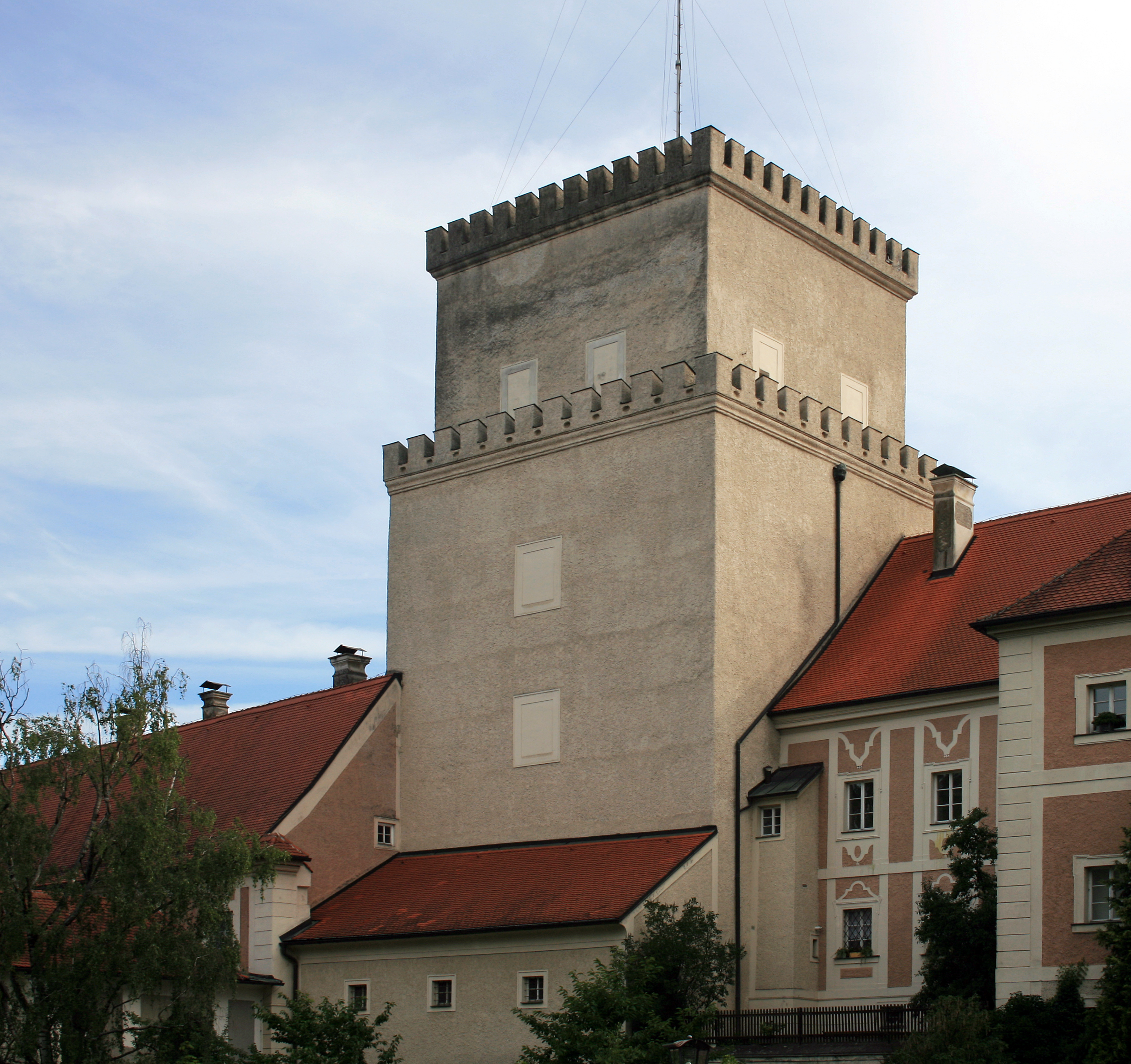
Der Römerturm
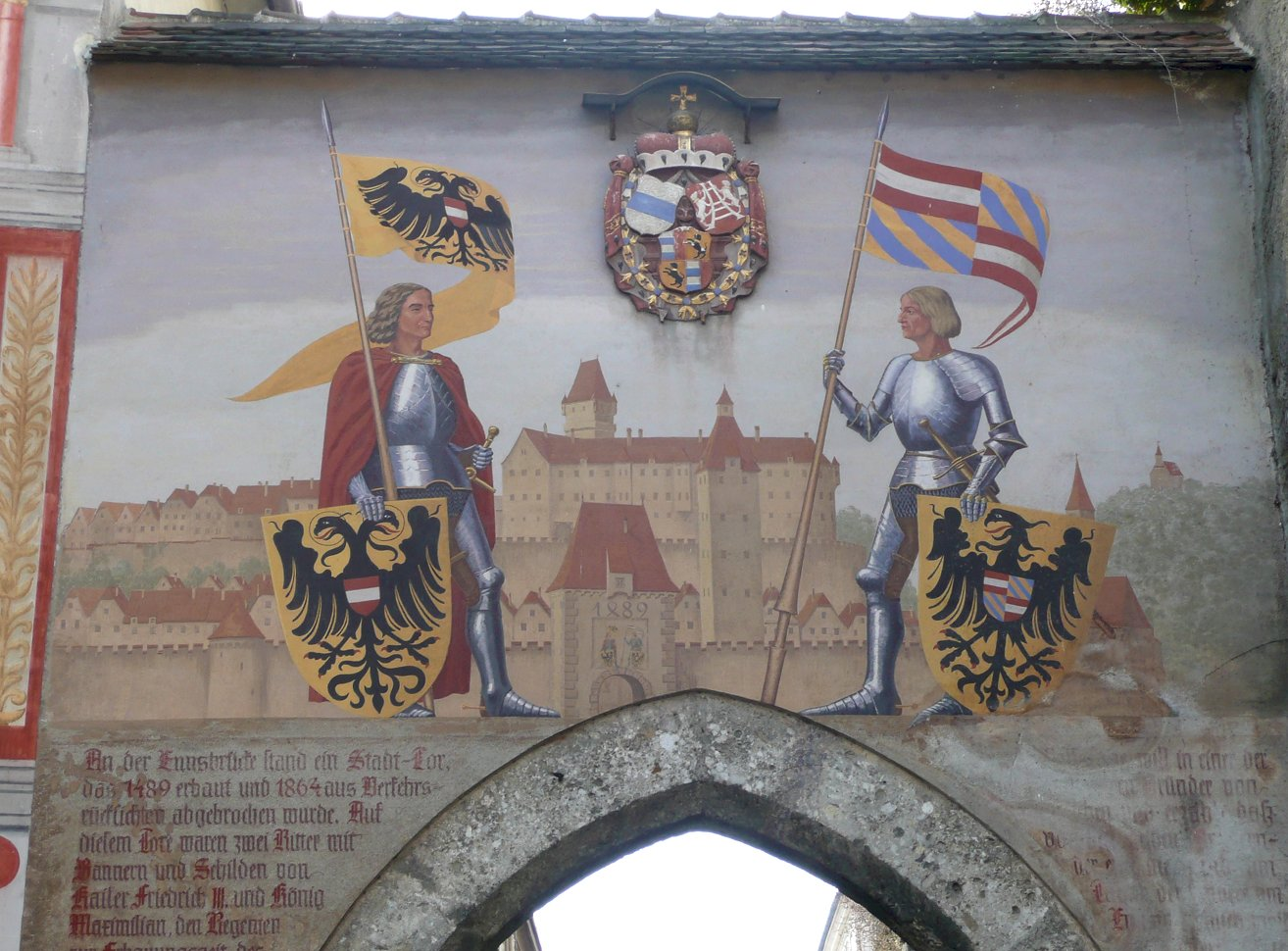
Unteres Burgtor mit einer Darstellung der mittelalterlichen Burg

### Gründungssagen
In der Sage von Biterolf und Dietleib wird die Gründung der Burg mit Attila dem Hunnenkönig in Verbindung gebracht, der hier als Etzel erscheint. Der Westgote Biterolf war Fürst von Toledo, aber nahm im Gefolge Etzels etliche Jahre an dessen Feldzügen teil. Seine Frau Dietlinde, seinen Sohn Dietleib und seine Tochter Künhilde ließ er zurück. Als Dietleib herangewachsen war, verließ er gegen den Willen seiner Mutter die Heimat und suchte seinen Vater. Nach einer Zwischenstation am Hofe König Gunthers in Worms am Rhein gelangte er schließlich an Etzels Hof, wo ihn Markgraf Rüdiger von Pechlarn begrüßte. Wie sein Vater schloss er sich den Unternehmungen Etzels an und zeichnete sich wie Biterolf bei einem Polenfeldzug aus. Da jedoch weder Vater noch Sohn einander kannten, vermittelte dies Rüdiger von Pechlarn. Nach der Rückkehr an den Hof, der in den Niederungen zwischen Donau und Theiß gelegen haben soll, belohnte Etzel Biterolf mit dem Steyerland. Vater und Sohn errichteten nun die Steyrburg am Felsvorsprung und nannten das Land Steiermark. Danach ritten sie nach Spanien zurück und holten Dietlinde und Kühnhilde zu sich. An diese Überlieferung knüpft anschließend die Sage vom Raub der schönen Künhilde durch Zwergenkönig Laurin an.
Eine weitere Sage sucht den Bauplatz der Burg zu erklären: Zwei Brüder, beide Ritter, durchstreiften zu Pferd die Gegend. Als sie auf den Tabor (dem Ort wo heute der Taborturm steht) gelangten, beschloss der eine die Burg hier auf der Anhöhe zu bauen, da dieser Platz der schönste sei. Sein Bruder dagegen bestand auf den Felsvorsprung am Zusammenfluss von Enns und Steyr, als sichereren Bauplatz. Als sie sich nicht einigten entschieden sie sich zum Kampf und nach dem Willen des Siegers entstand die Burg am Felsvorsprung.
Diese Überlieferung ist als eine Wandersage anzusehen, die von der Gründungslegende Roms durch Romulus und Remus herkommt. Die Grenzlage des Ortes und die damit verbundenen politischen Gegensätze können ebenfalls zur Überlieferung beigetragen haben.

## Die Anlage

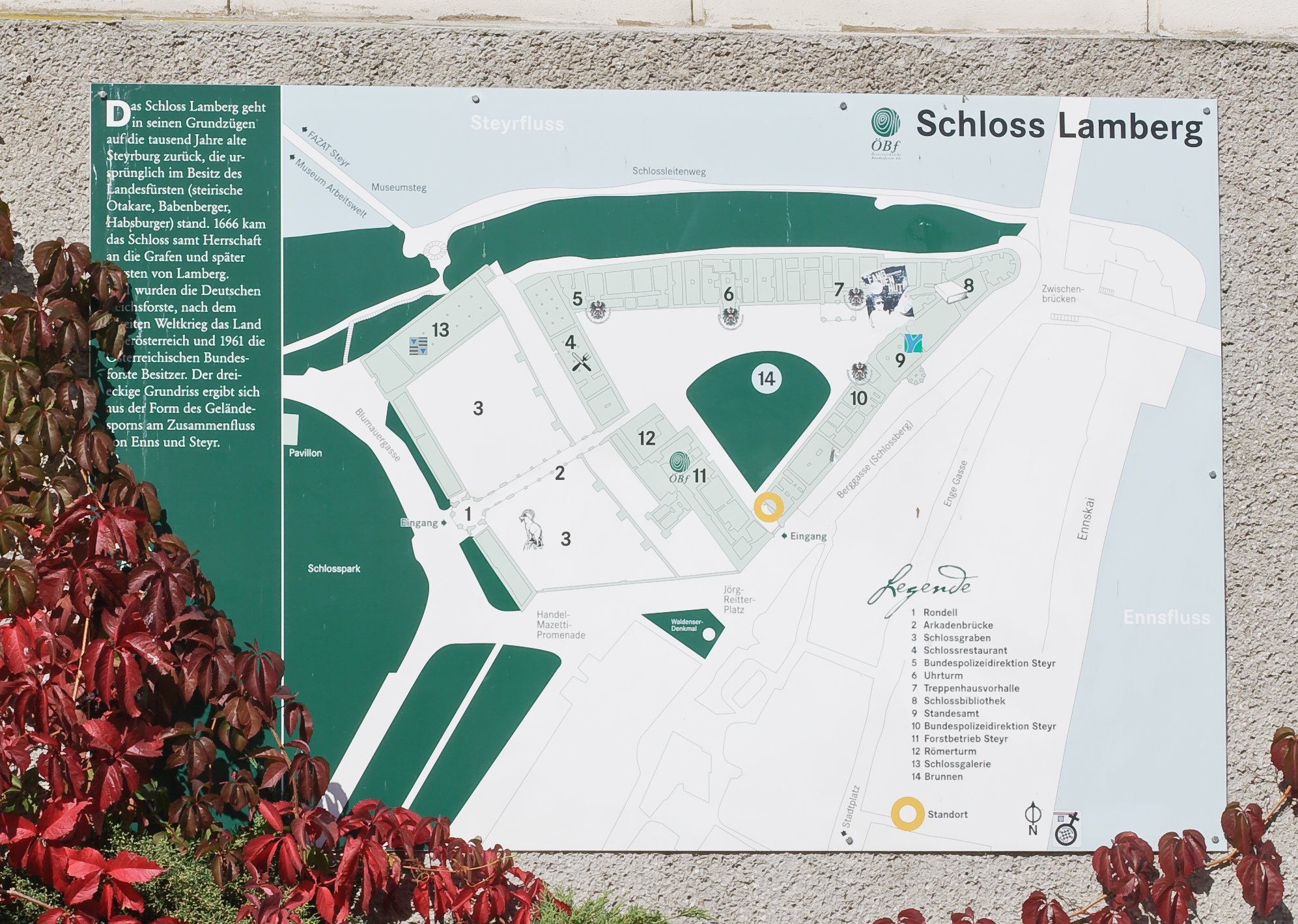
Infotafel mit Grundriss

Schloss Lamberg ist im heutigen Erscheinungsbild ein barockes Schloss mit einem englischen Landschaftspark. Die Pläne für den barocken Umbau stammen von Johann Michael Prunner. Von der ehemaligen Styraburg sind ein gotischer Torbogen am Fuß des Schlossberges, Reste der stadtseitigen Burgmauer, der 35 m breite Burggraben und der Bergfried (Römerturm) erhalten. Auch der Renaissancebrunnen mit dem Lambergischen Wappentier wurde zuerst 1666 im Hof der Burg aufgestellt.

### Schlosshof

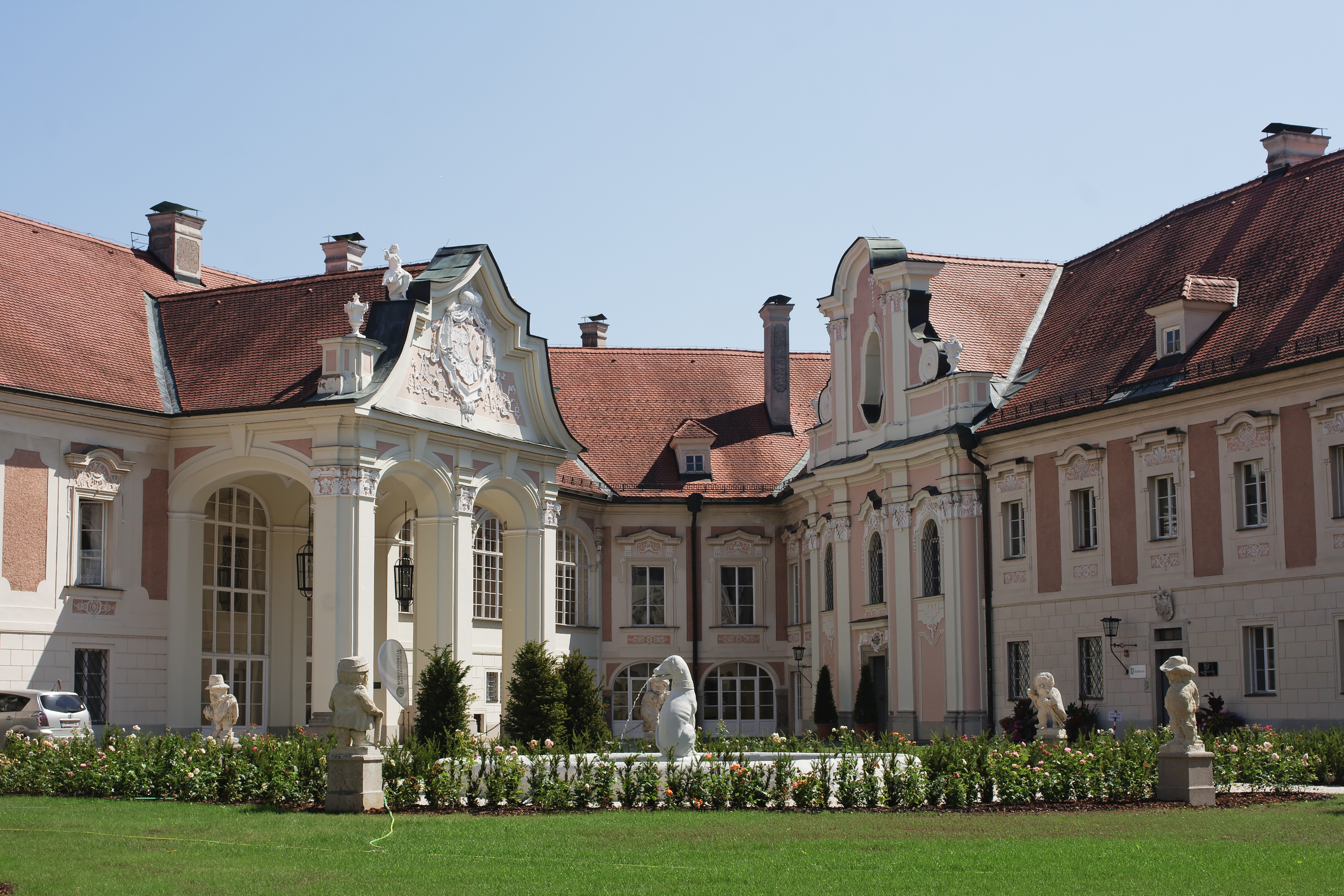
Der Schlosshof mit dem Brunnen. Dahinter liegen die Treppenhausvorhalle und die ehemalige Schlosskapelle (Juli 2015)

Der Hof wird von den drei Hauptflügeln umschlossen. Die dreieckige Form ergibt sich aus dem Bauplatz am Felsvorsprung.

#### Brunnen mit Zwergenfiguren
In der Mitte des Hofes befindet sich ein Brunnen aus dem Jahr 1666 mit einer Hundeplastik, umgeben von zwölf barocken Zwergenfiguren aus Sandstein. Die wasserspeiende Hundefigur stellt das Lambergische Wappentier dar. Die Inschrift am Halsband lautet: F. I. G. V. LAMBERG 1666. Die Sandsteinfiguren stammen ursprünglich aus dem Zwergengarten des ehemaligen Stiftes Gleink und wurden anlässlich der Landesausstellung 1980 im Lamberger Schlosshof aufgestellt. Diese Gartenzwerge, die 1720 vom Linzer Bildhauer Johann Baptist Wuntscher geschaffen wurden, sind Spottfiguren auf verschiedene Stände, Völker, Amtspersonen sowie Moden.
Bis August 2014 war dieses Ensemble von sechs, in den 1950er Jahren gepflanzten, Linden umgeben. Durch die Baumwurzeln wurde der Brunnen, laut Magistrat Steyr, stark beschädigt. Die Bäume wurden deshalb am 25. August 2014 abgetragen und der Brunnen freigegraben. Brunnen und Zwergenfiguren wurden anschließend restauriert und wieder aufgestellt.

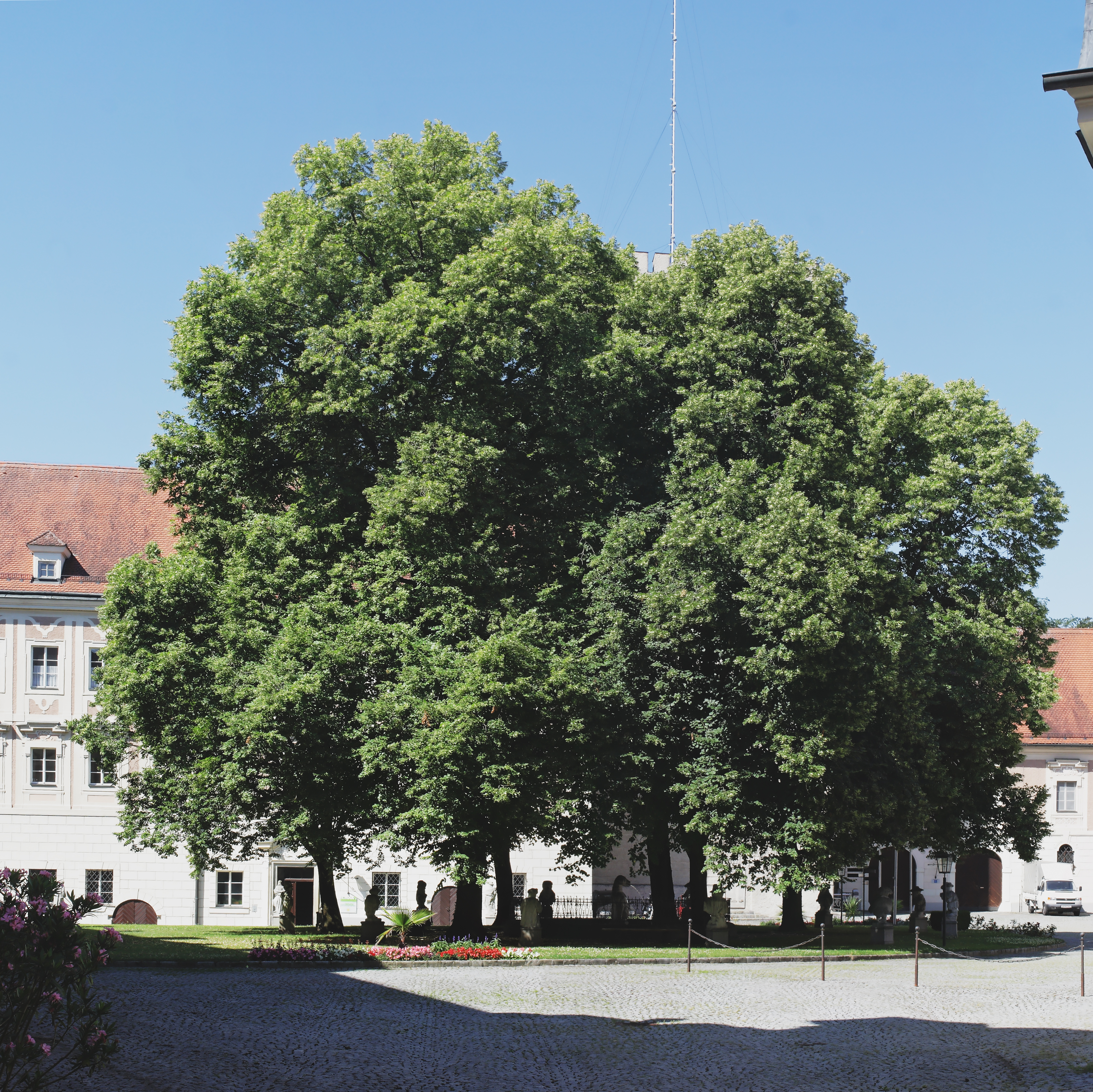
Die Linden im Schlosshof (bis August 2014)
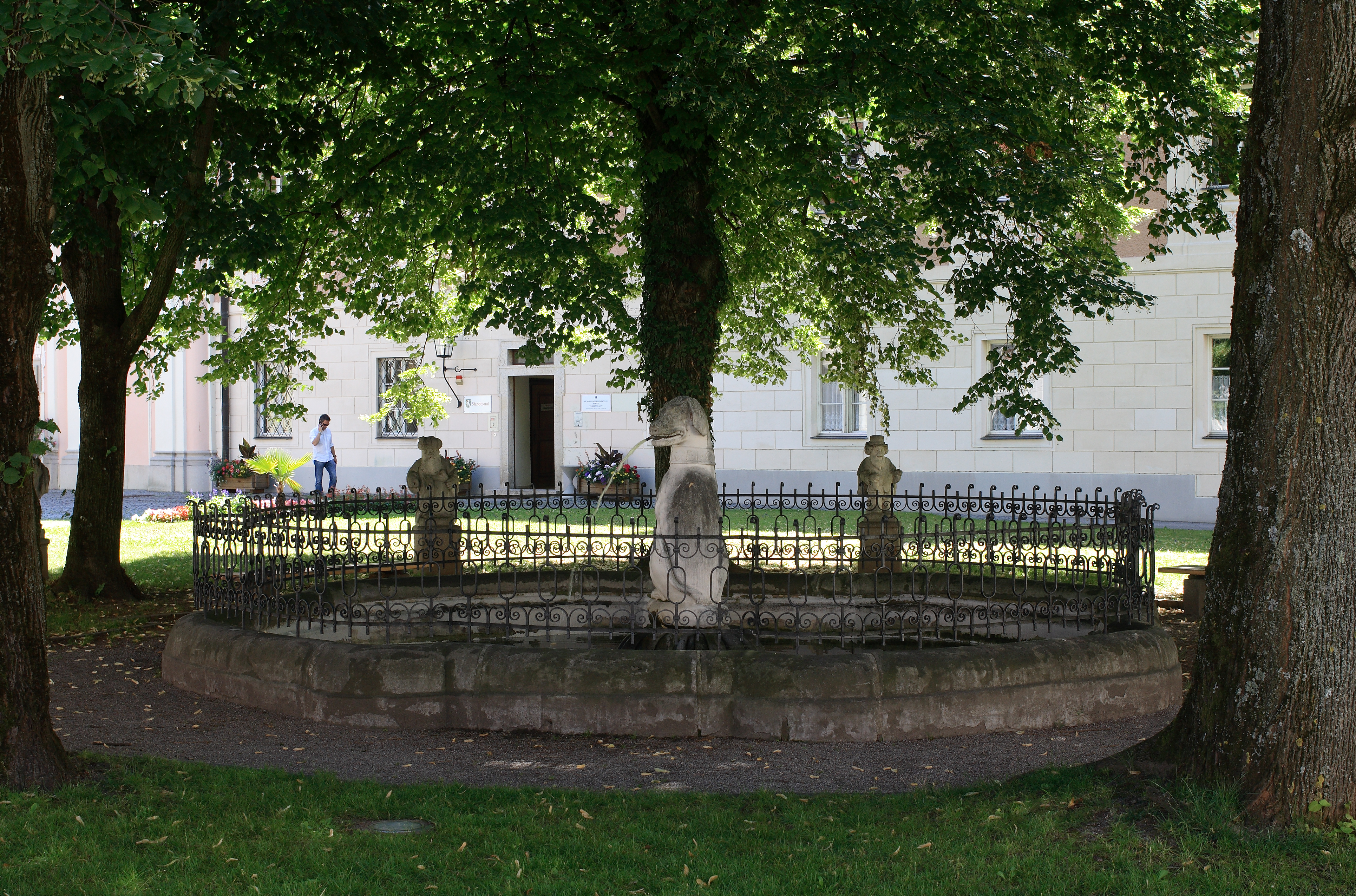
Der Brunnen vor der Restaurierung (2011)
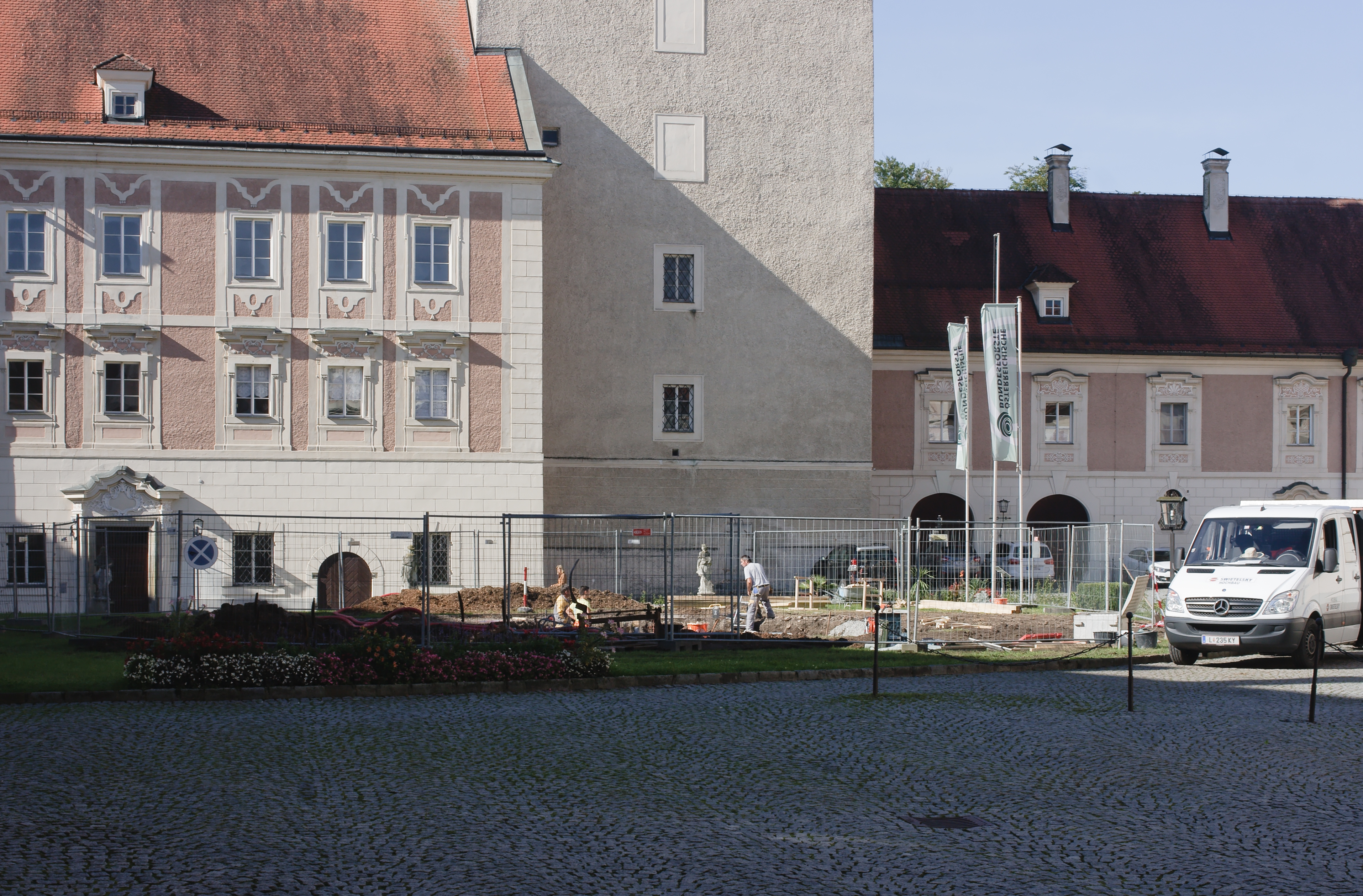
Der Brunnen wird freigegraben (September 2014)
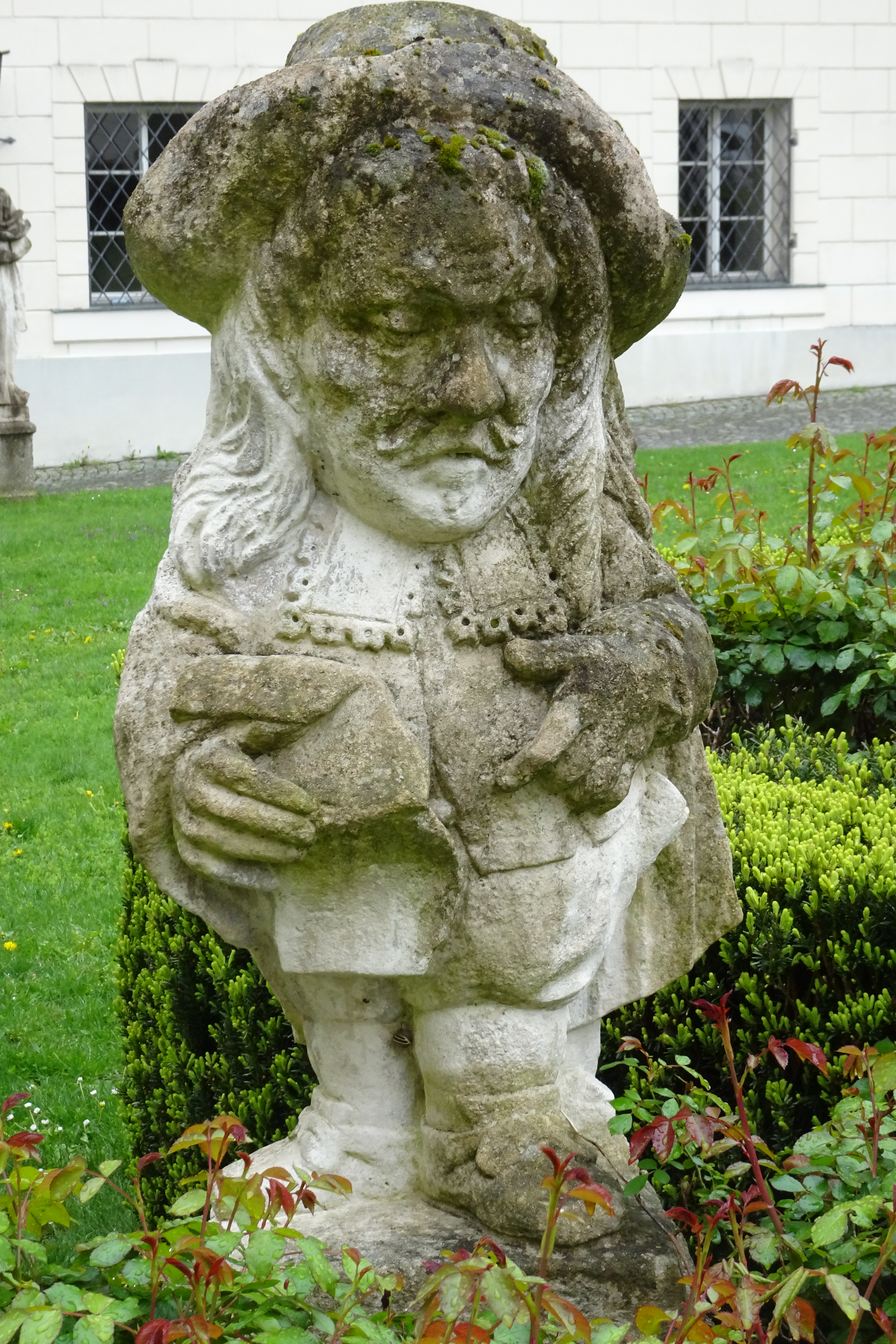
Eine der Zwergenfiguren

#### Figuren der Jahreszeiten
Die Sandsteinfiguren der vier Jahreszeiten am südwestlichen Rand der Grünfläche wurden zeitgleich mit den Zwergen 1980 aufgestellt und stammen ebenfalls aus dem Garten des Stiftes Gleink.

#### Ehemalige Schlosskapelle
Die zweigeschoßige barocke Fassade der ehemaligen Schlosskapelle dominiert den Südosttrakt. Die Kapelle dient heute als Zeremoniensaal für das Standesamt.

#### Treppenhausvorhalle
Die Halle des barocken Torbaus leitet in das Treppenhaus über, von dem aus die Räumlichkeiten der Polizei zugänglich sind.

#### Uhrturm
Der Uhrturm aus dem Jahr 1731 war ursprünglich mit einer kuppelartigen Haube gedeckt.

### Hauptportal
Das Hauptportal im Südosttrakt des Schlosses ist durch die Berggasse erreichbar. Es zeigt die Wappen der Familien Lamberg und Harrach.

### Römerturm
Der älteste Bauteil der Anlage ist der Römerturm. Der mit Zinnen bekrönte Turm war der Bergfried der alten Burg. Bei seiner Errichtung sind im Sockelbereich Quader aus ortsfremdem Granit, möglicherweise vom ehemaligen römischen Legionslager Lauriacum, verwendet worden.

### Schlossgraben
Ebenfalls erhalten blieb der Graben der Styraburg. Er wird von einer Arkadenbrücke von um 1728/31 überspannt.
Der Graben wird im Rahmen des Musikfestivals Steyr für Operettenaufführungen und Open-Air-Kino genutzt. Von 1989 bis Anfang 2024 wurden darin Alpensteinböcke gehalten.

### Schlossbibliothek
Die barocke Schlossbibliothek ist mit ca. 10.300 Bänden eine der größten Privatbibliotheken Österreichs. Aus dem 16. Jahrhundert sind 200 Bände, 2.150 aus dem 17. Jahrhundert, 3.000 aus dem 18. Jahrhundert und 4.950 aus dem 19. Jahrhundert. Mehrheitlich sind die Werke in deutscher Sprache verfasst, aber auch 30 Prozent in Latein, 10 Prozent in Französisch und jeweils 5 Prozent in Italienisch, Spanisch und anderen Sprachen. Von den vier Wiegendrucken (Inkunabeln) stammt der älteste von 1478 (Ludolf von Sachsens „De vita Jesu Christi“, Nürnberg).

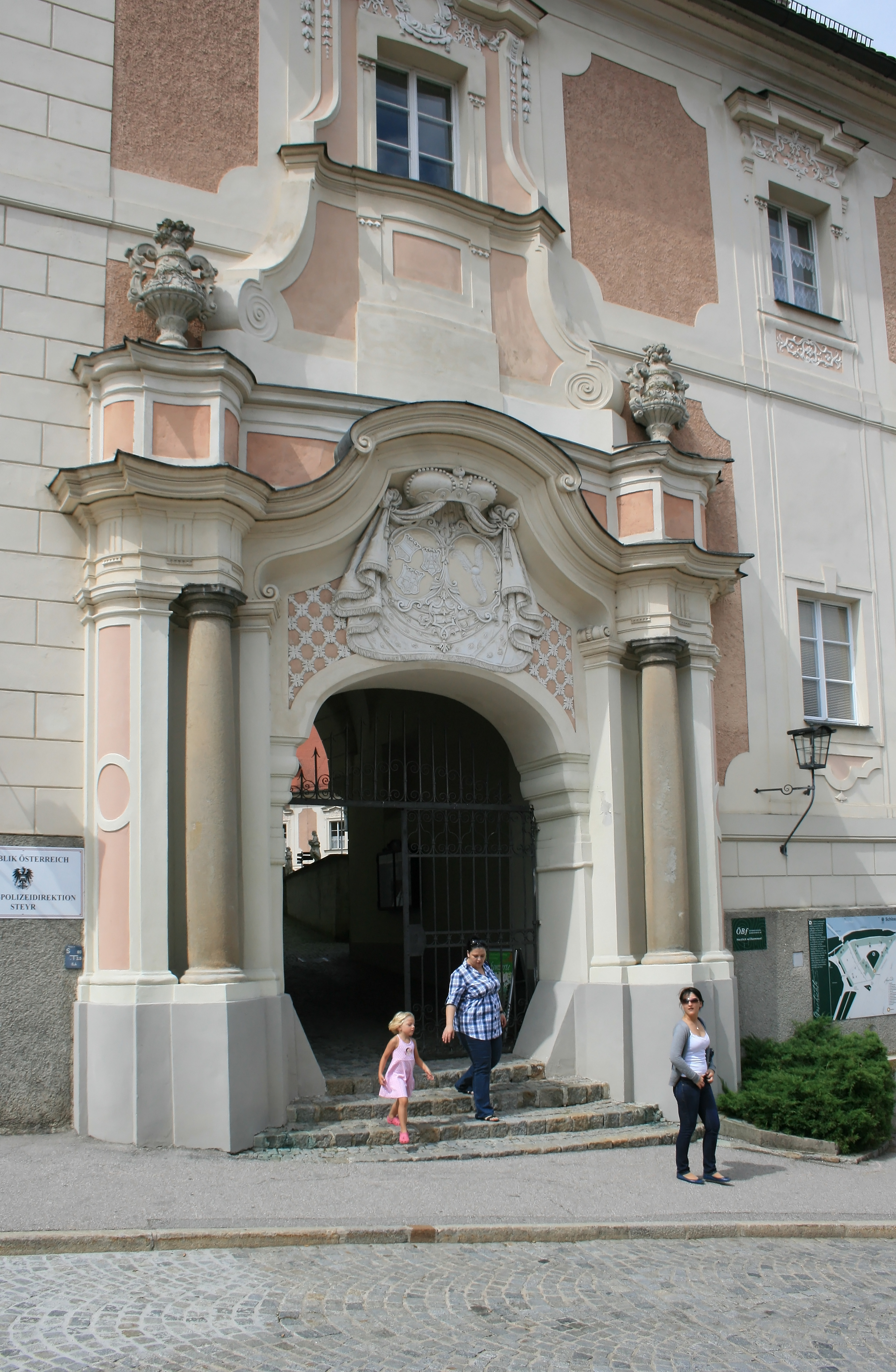
Das Hauptportal zur Berggasse
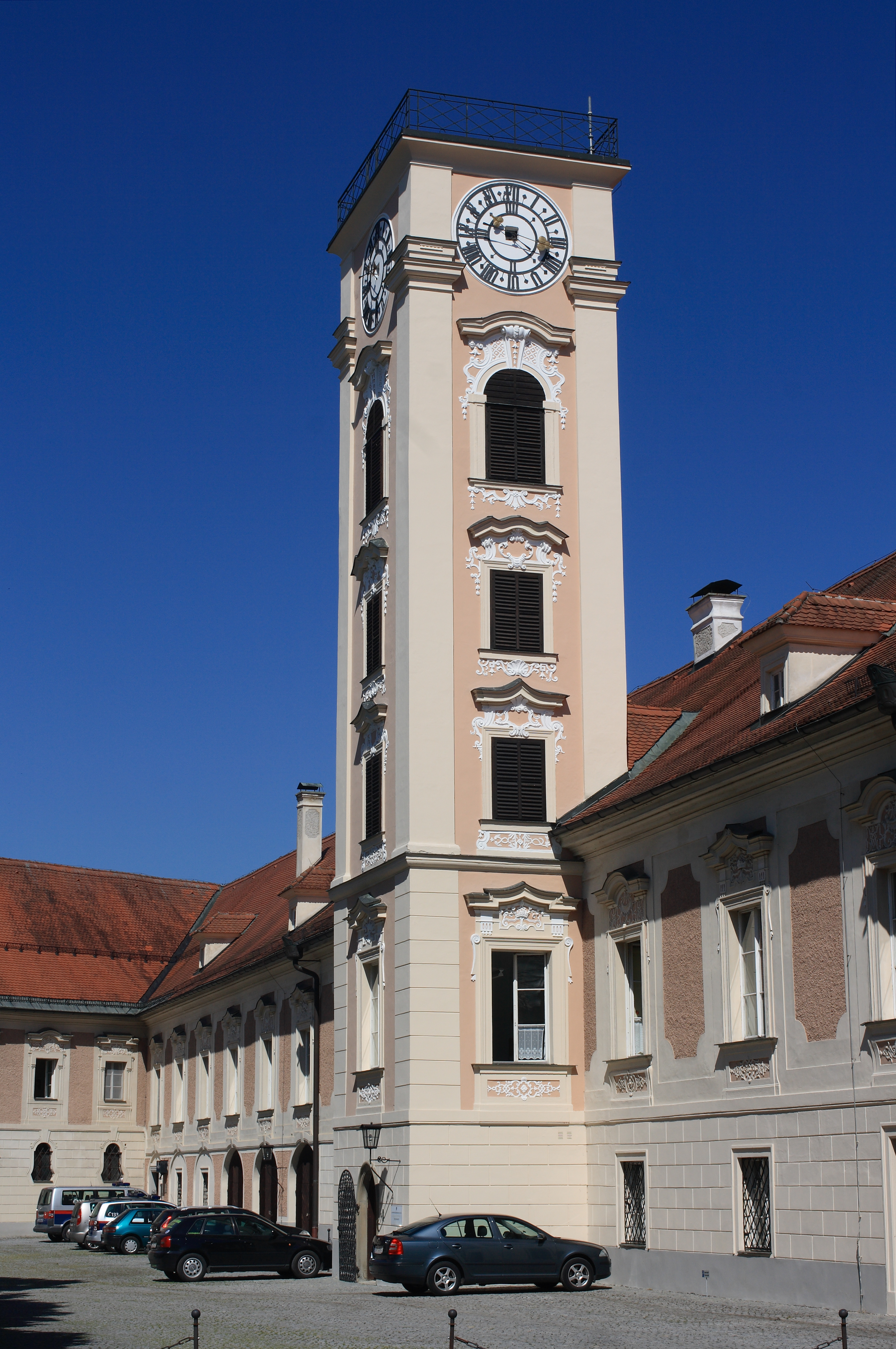
Uhrturm
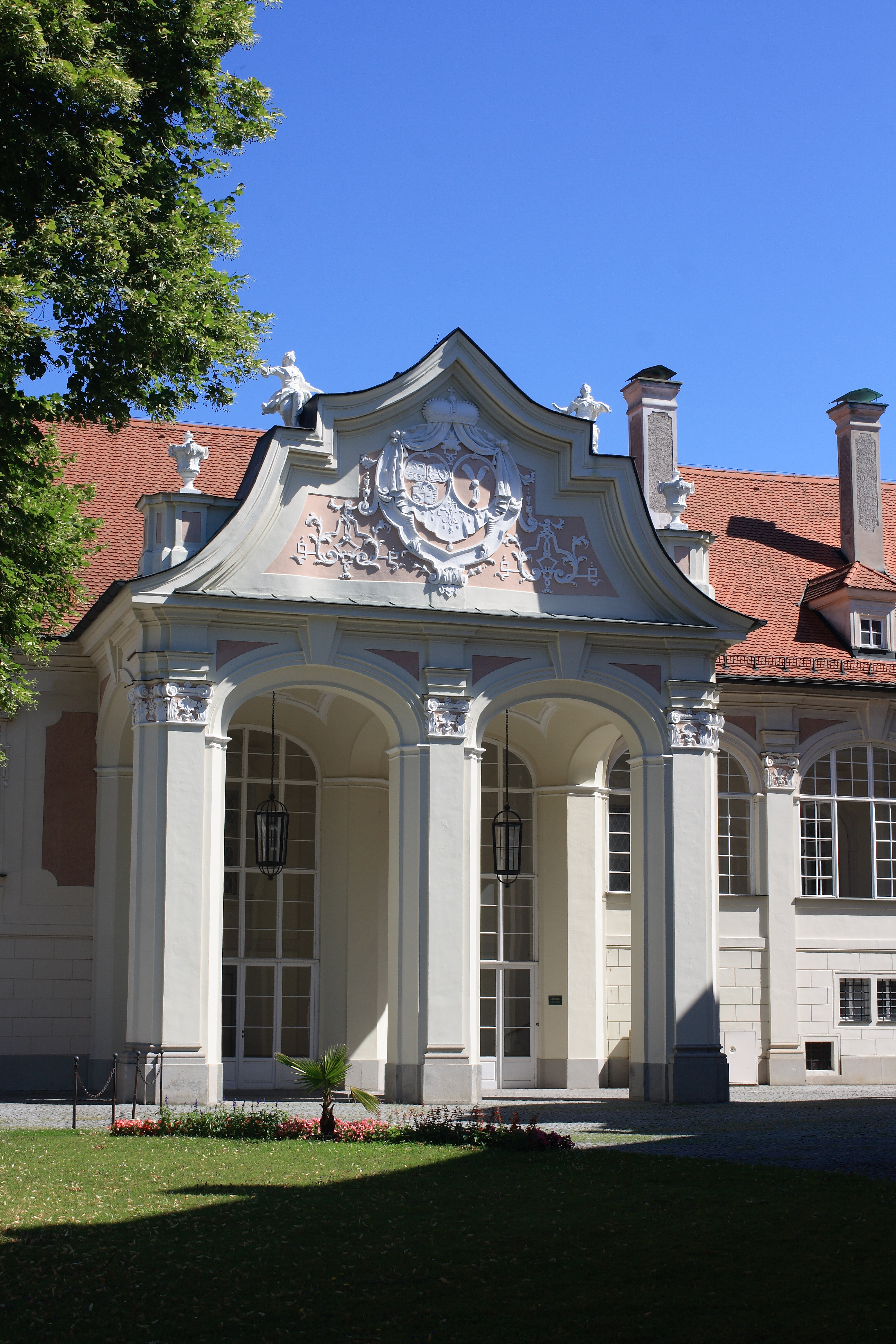
Treppenhausvorhalle
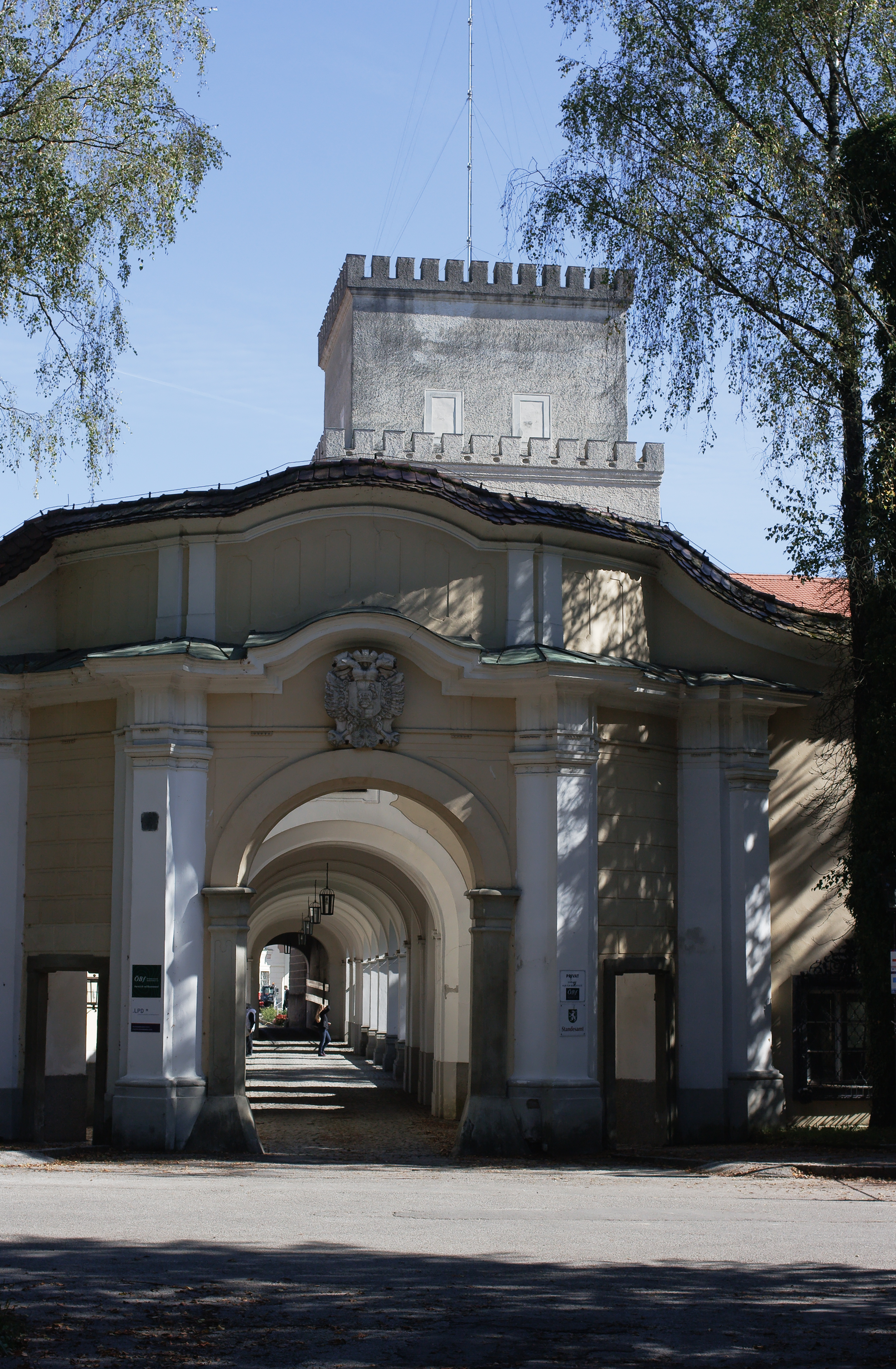
Portal zur Blumauergasse mit Arkadenbrücke
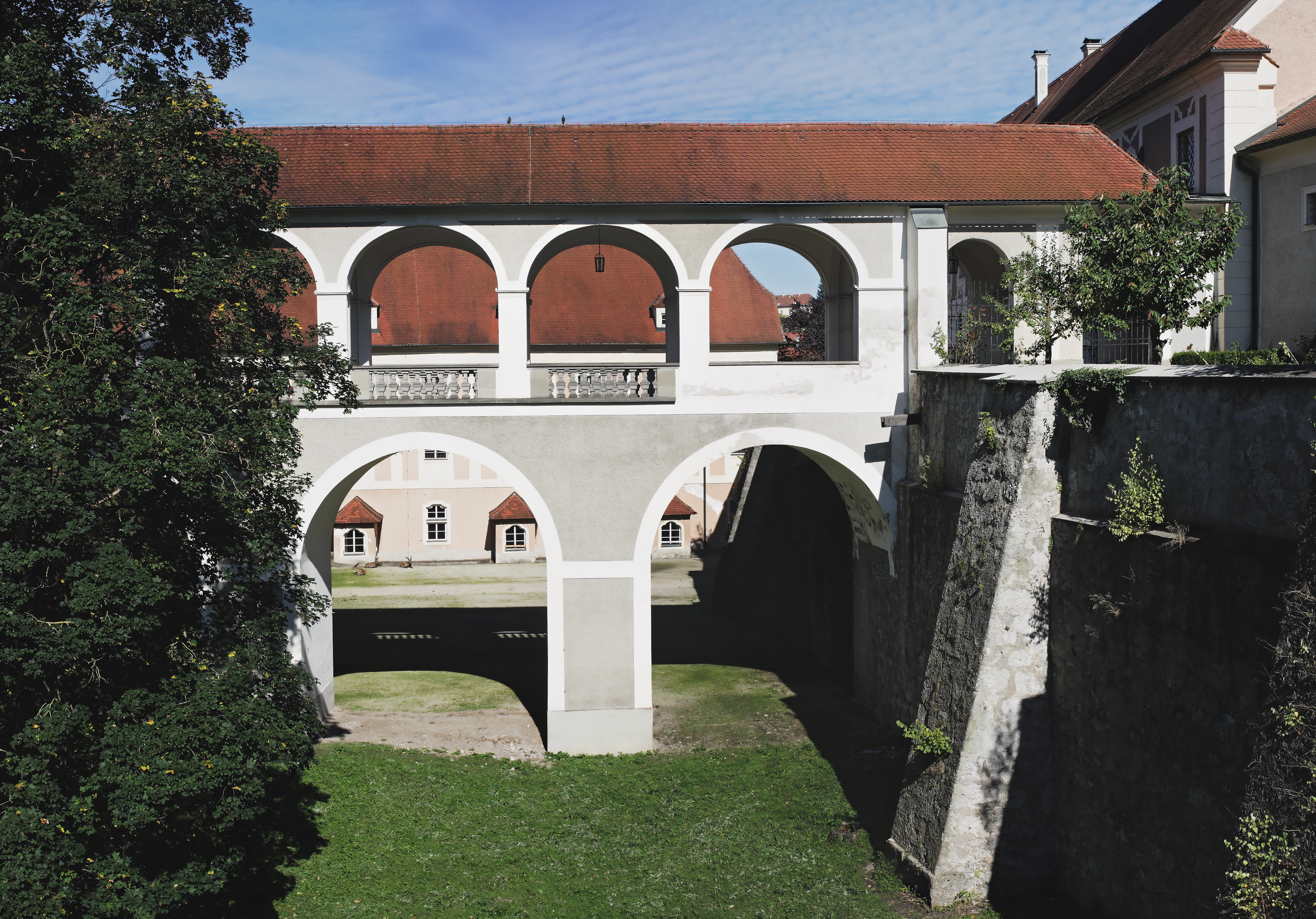
Graben mit Brücke
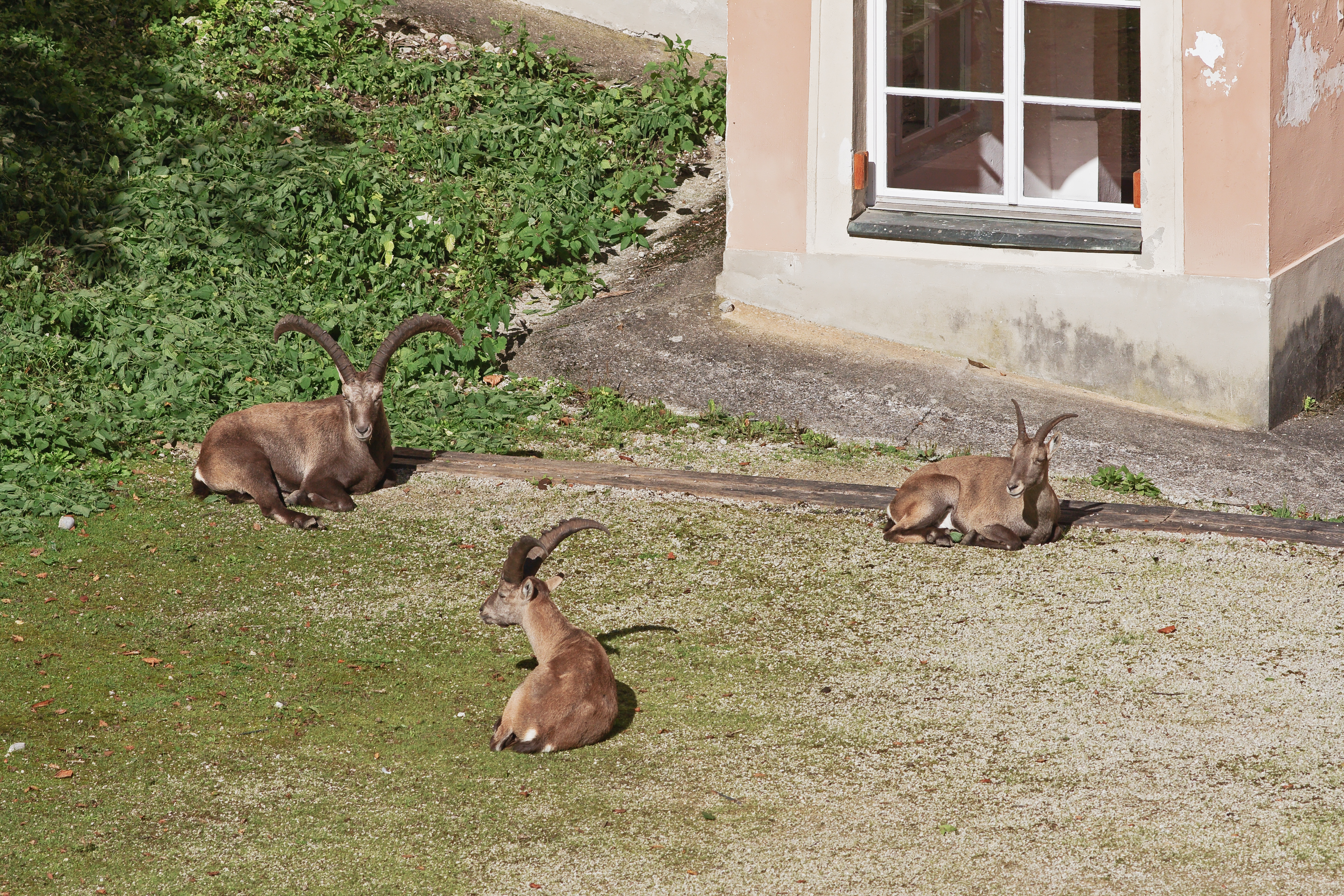
Steinböcke im Schlossgraben (2014)

### Außenanlagen

#### Unteres Burgtor

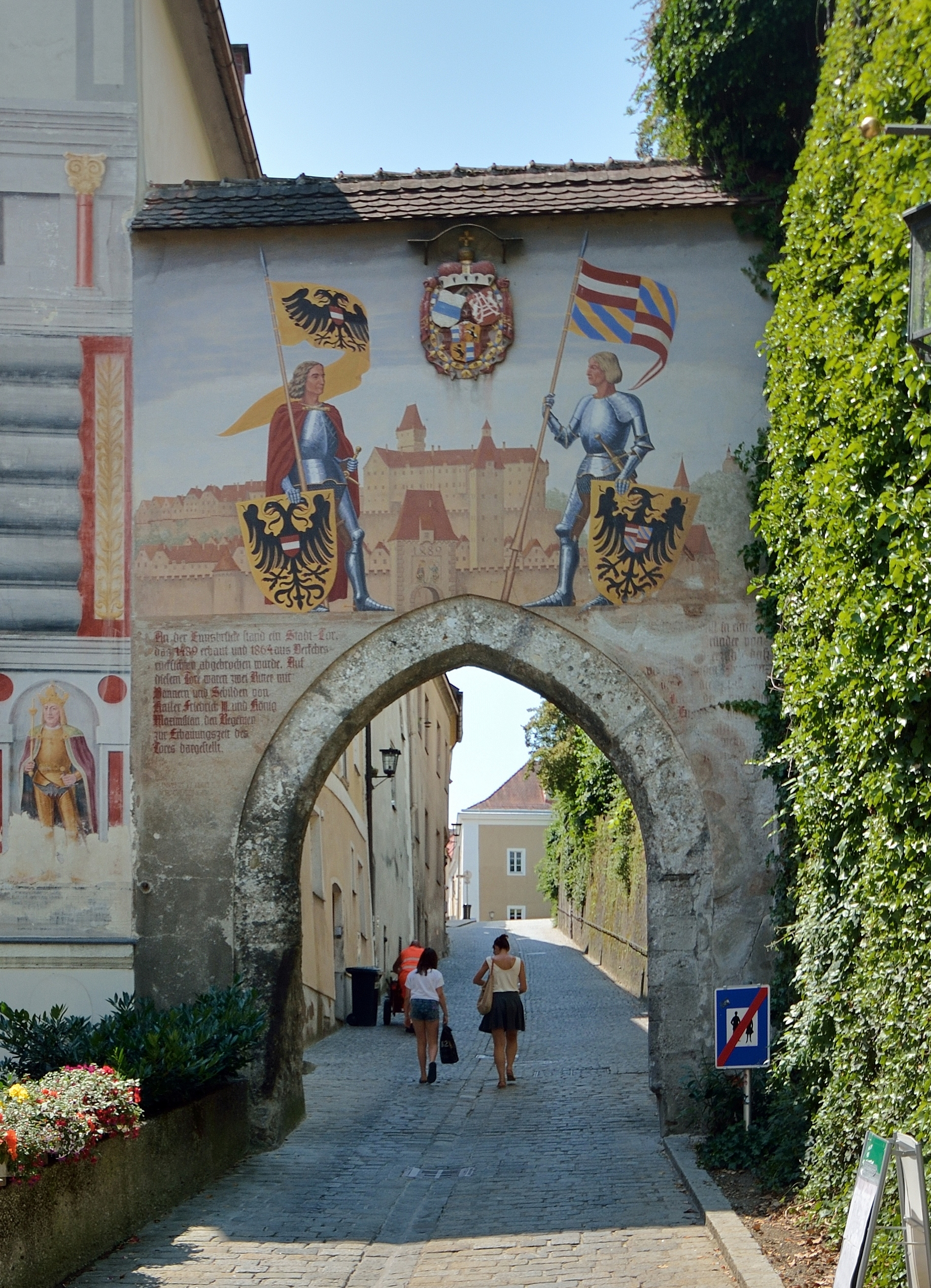
Aufgang durch den gotischen Torbogen

Durch einen gotischen Torbogen, der ein Rest der mittelalterlichen Burgbefestigung ist, führt die Berggasse zum Schloss Lamberg. Das Burgtor zeigt eine plastische Darstellung des Lamberg-Wappens und ein Fresko mit zwei ganzfigurigen Rittern vor dem Hintergrund des mittelalterlichen Steyr. Kaiser Friedrich III. und sein Sohn Maximilian I. sind hier dargestellt. In Anlehnung an die Gründungssage der Burg Steyr werden die beiden auch als jene Ritter interpretiert, die durch einen Zweikampf den Standort der Burg ermittelt haben. Das 1949 entstandene Fresko ist die erste Arbeit Otto Götzingers in Steyr. Eine Malerei mit zwei Rittern befand sich zunächst am Ennstor und wurde nach dessen Abbruch 1864 am Mauthäusl in der Haratzmüllerstraße neu ausgeführt. Da diese Malerei nach Ende des Zweiten Weltkriegs bereits in sehr schlechtem Zustand war, wurde Götzinger für die Neufassung am Unteren Burgtor beauftragt.

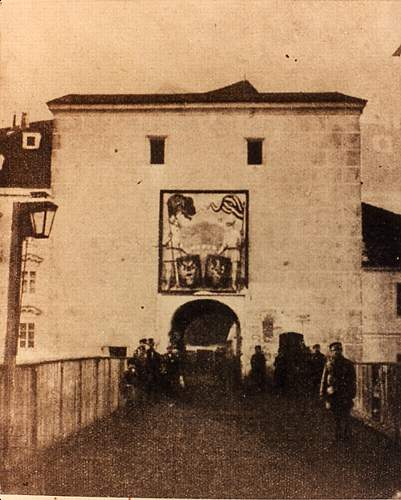
Ennstor mit Malerei (spät. 1864)
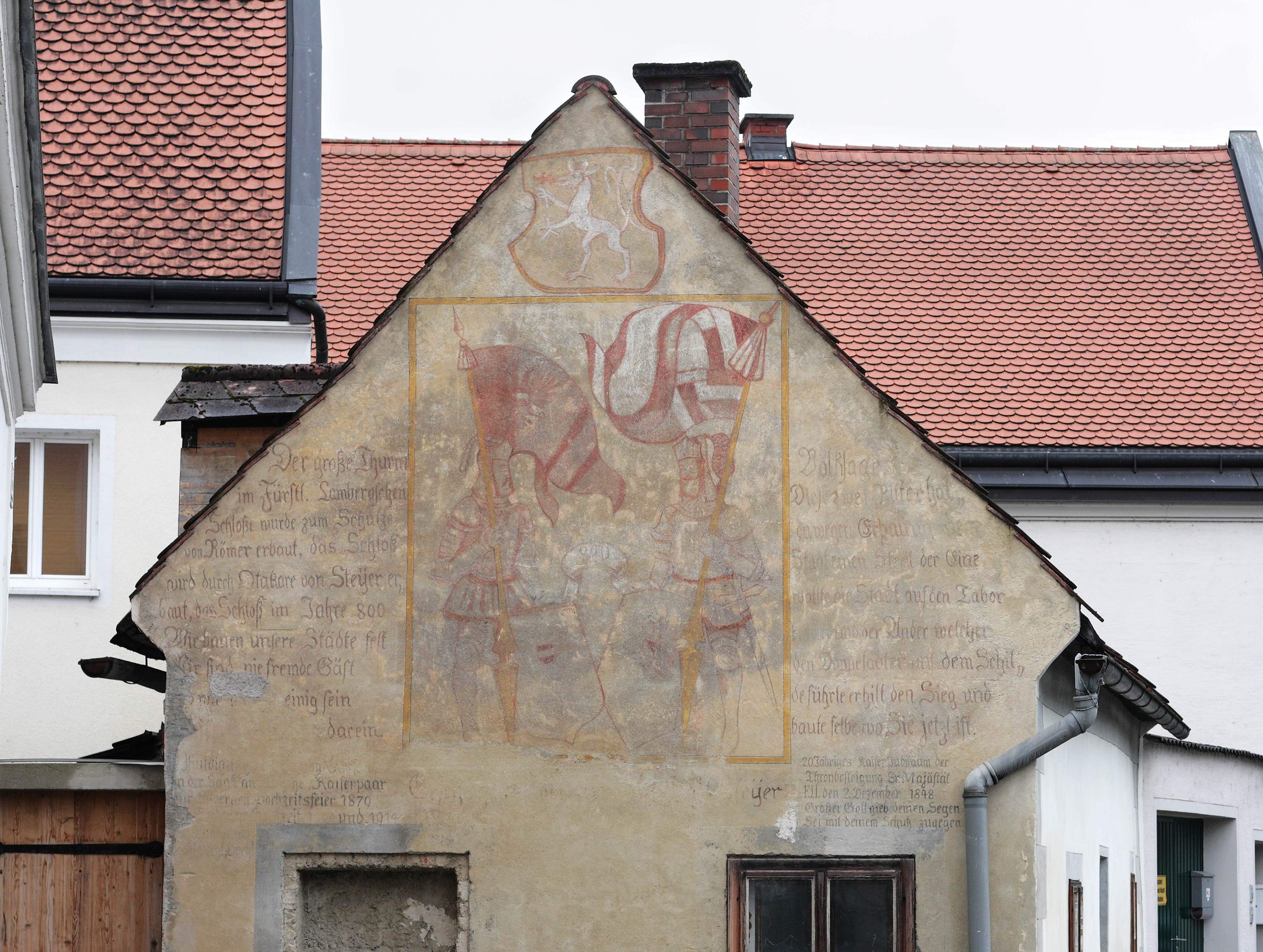
Fresko am alten Mauthäusl

#### Schlosspark
Ab 1476 wurde unter Johannes Beckenschlager, dem geflohenen Erzbischof von Gran und späteren Erzbischof von Salzburg, erstmals ein Burggarten angelegt. 
Die Parkanlage wurde 1618 unter Aufsicht des kaiserl. Baumeisters Marco Martino Spazzio mit einer Mauer umgeben. Im März 1844 erhielt der damalige französische Ziergarten seine heutige Gestaltung als englischer Landschaftspark. Öffentlich zugänglich ist er seit 23. Juli 1919 und mit 1. August nahm ihn die Stadtgemeinde in Pacht. 1938 übernahm die Reichsforstverwaltung den Park zusammen mit dem Allodialbesitz des Grafen Lamberg und 1942 ging dieser Besitz an den Reichsgau Oberdonau über. Von diesem erwarb die Stadt den Park zusammen mit Glashäusern, Wasserturm und Gartenpavillon. Der Gartenpavillon (Blumauergasse 1) blieb lange ungenutzt und wurde erst 1969/72 revitalisiert, die letzte Renovierung war 2002.
Die Dreifaltigkeitssäule beim Eingang Blumauergasse stammt von 1714 und stand früher an der Leopold-Werndl-Straße. Ihren heutigen Platz erhielt sie 1974.

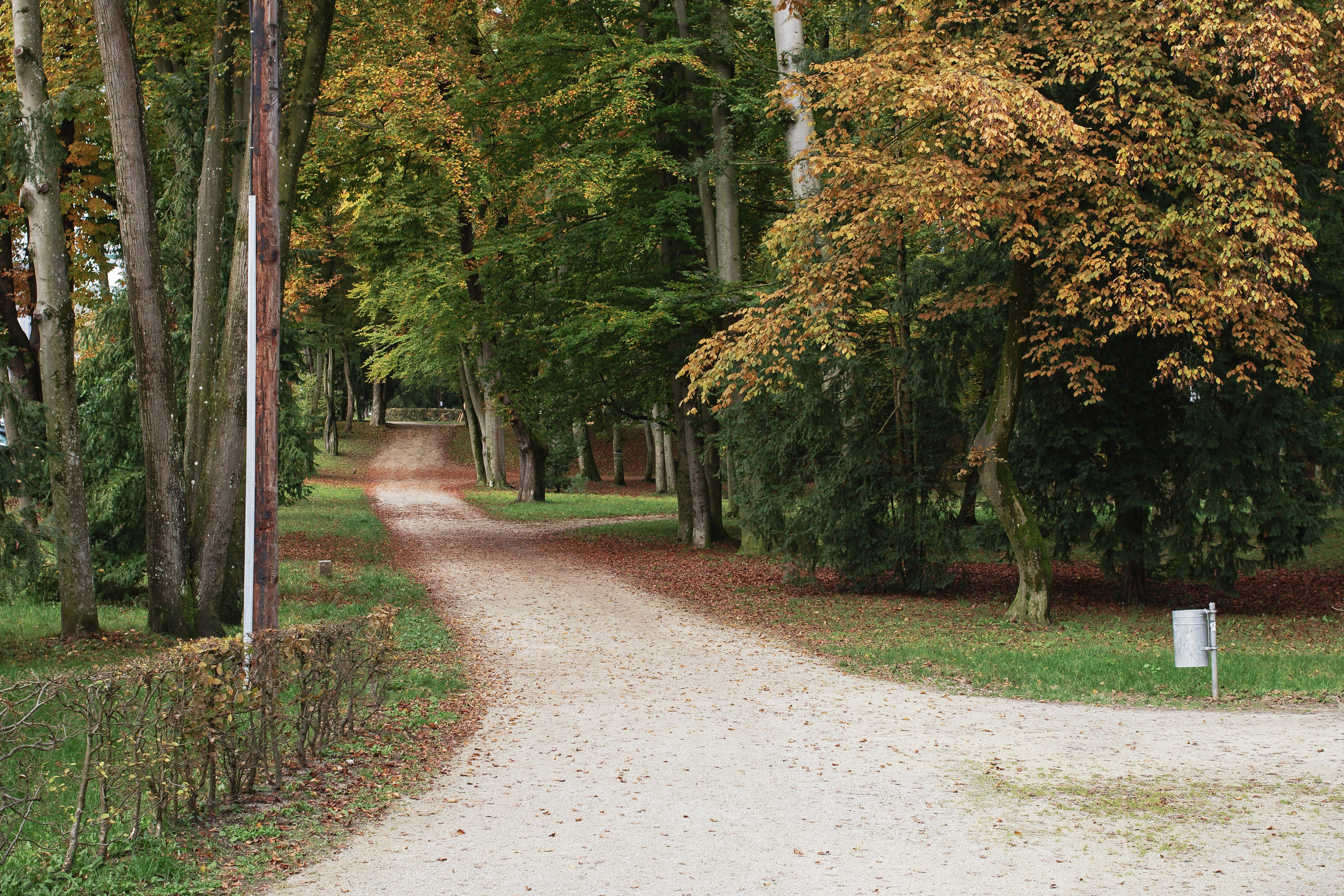
Der Schlosspark beim Eingang zur Promenade
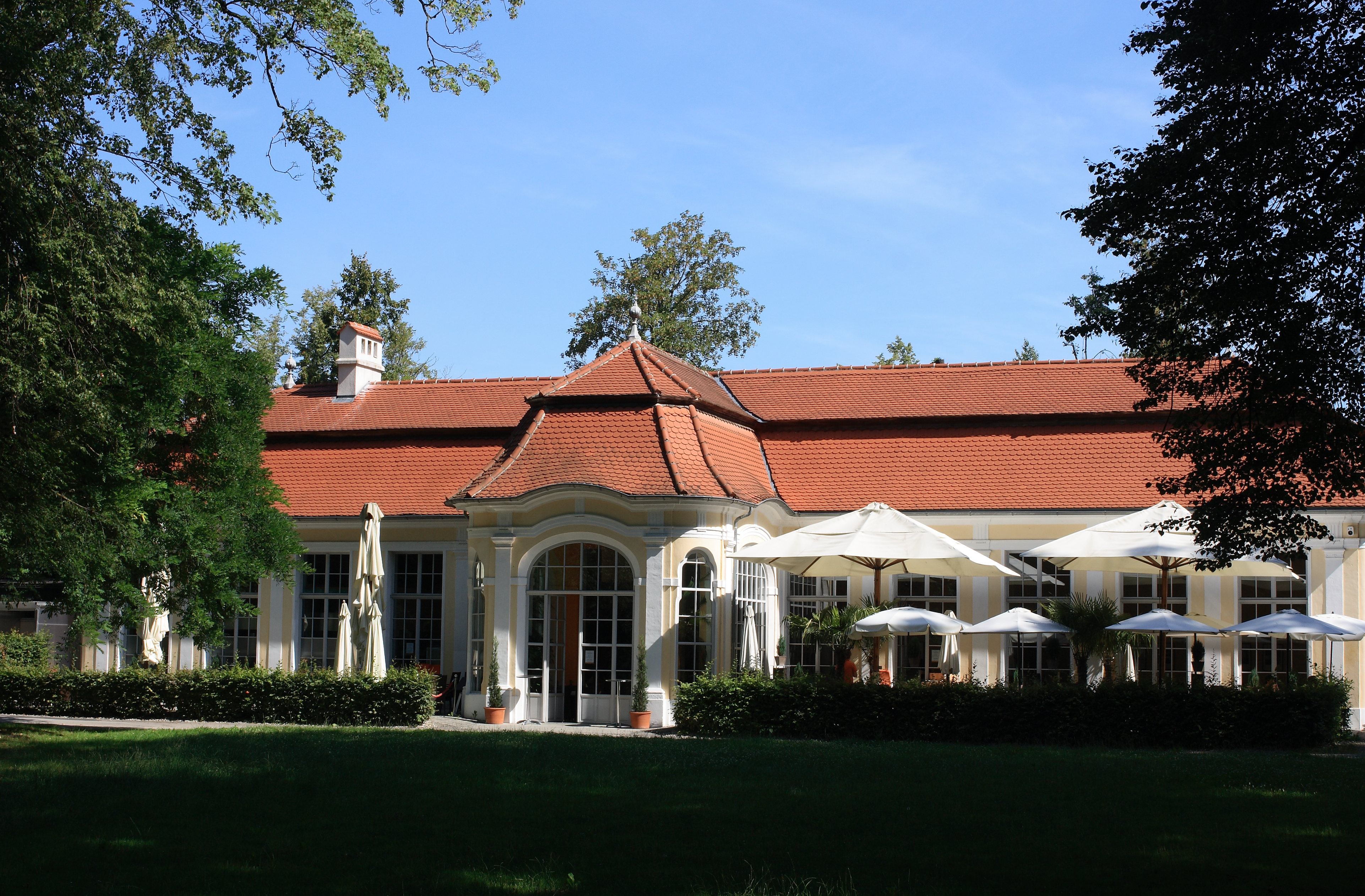
Der Pavillon (ehemalige Orangerie)
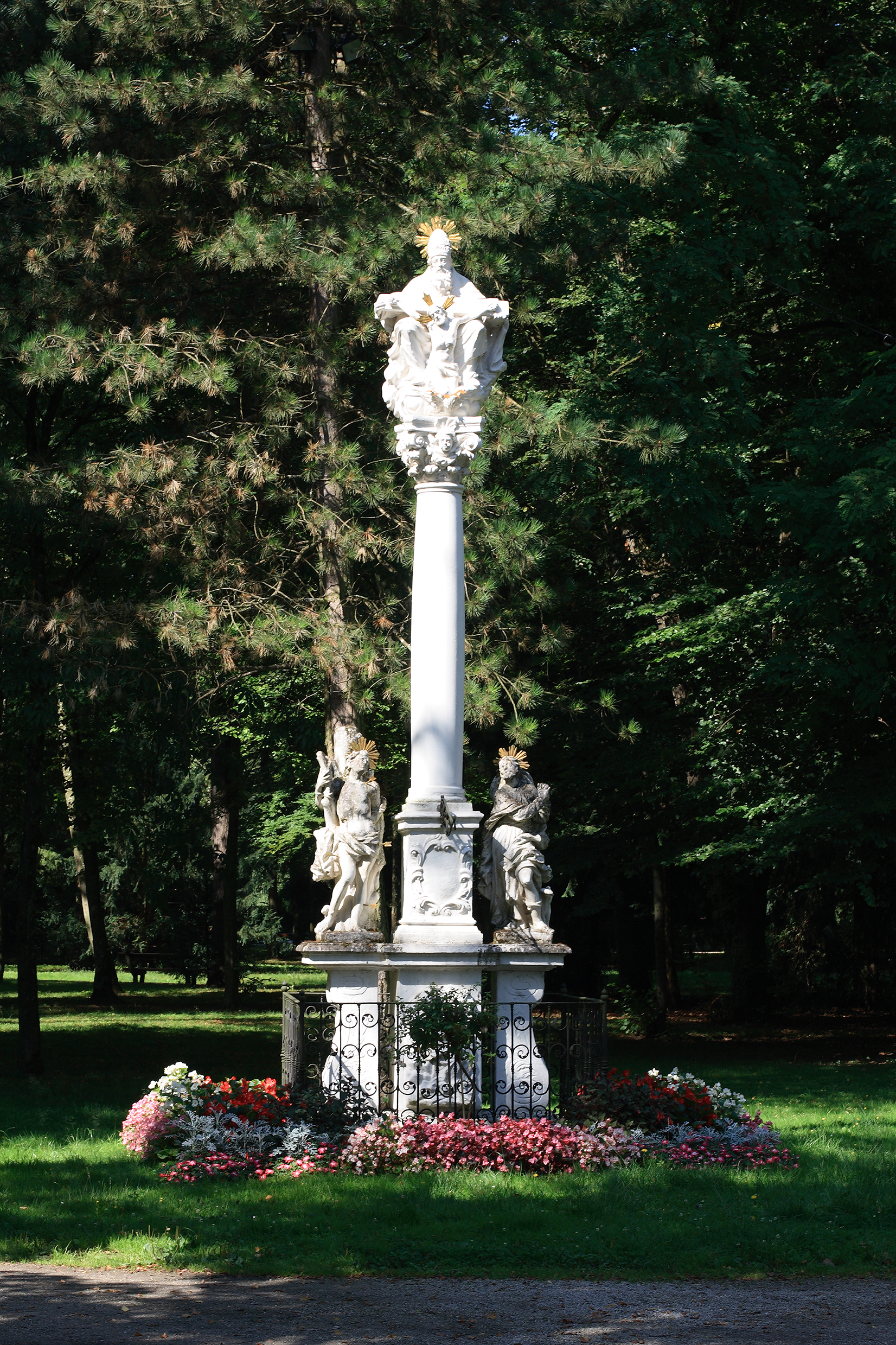
Die Dreifaltigkeitssäule
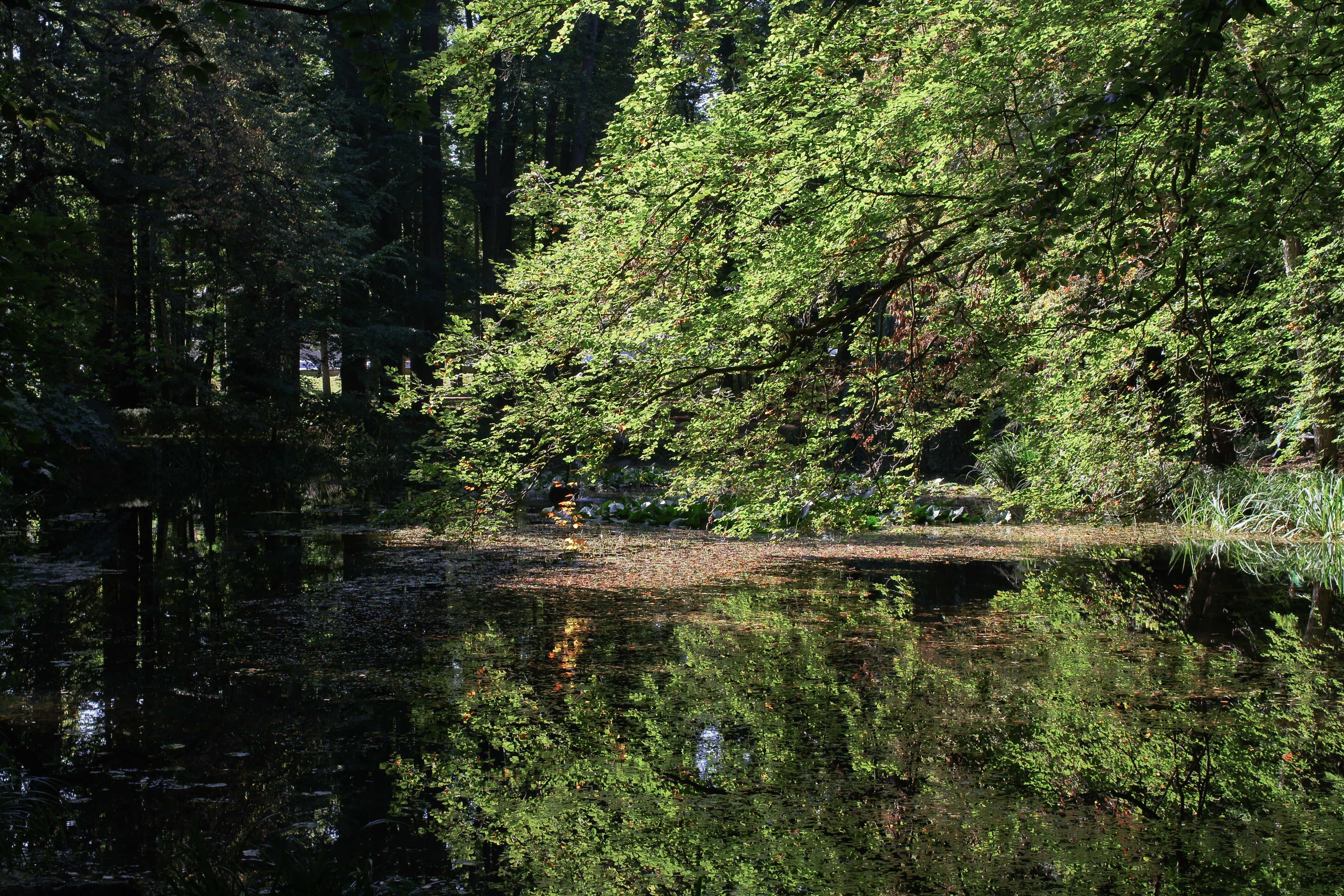
Der Schlossparkteich